# Dopethrone
| Оценки критиков | Оценки критиков |
| Источник        | Оценка          |
| --------------- | --------------- |
| Allmusic        | [ 5 ]           |
| I-Mockery       | [ 6 ]           |

Dopethrone — третий полноформатный студийный альбом дум-метал-группы Electric Wizard, выпущенный в 2000 году лейблом Rise Above Records и переизданный им же в 2004 и 2007 годах.

## Об альбоме
Dopethrone, так же как и Come My Fanatics..., часто приводится в качестве кульминации карьеры Electric Wizard. В обзорах его называли «из разряда абсолютно медленных, тяжёлых дум-творений» и говорили, что «это, возможно, лучшая запись, которая появлялась на британской стоунер-рок-сцене».
На этом альбоме медленный тяжёлый и психоделический звук Electric Wizard стал более отточенным и агрессивным. Вокал Джаса Оборона сильно обработанный и далёкий, а гитары переполнены фуззом.
Dopethrone был назван «Album of the Decade» (2000) журналом Terrorizer.
Песня «Vinum Sabbathi» появляется в документальном фильме «The Wild and Wonderful Whites of West Virginia».

## Список композиций
Слова и музыка всех песен — Джаса Оборона.
| №                   | Название                                                                | Длительность |
| ------------------- | ----------------------------------------------------------------------- | ------------ |
| 1.                  | «Vinum Sabbathi»                                                        | 3:05         |
| 2.                  | «Funeralopolis»                                                         | 8:43         |
| 3.                  | «Weird Tales" 1. "Electric Frost" 2. "Golgotha" 3. "Altar of Melektaus» | 15:05        |
| 4.                  | «Barbarian»                                                             | 6:29         |
| 5.                  | «I, The Witchfinder Aka Las Torturas de la Inquisicion»                 | 11:04        |
| 6.                  | «The Hills Have Eyes»                                                   | 0:46         |
| 7.                  | «We Hate You»                                                           | 5:08         |
| 8.                  | «Dopethrone» (10:55)                                                    | 20:48        |
| 9.                  | «Mind Transferral» (только переиздание)                                 | 14:54        |
| Общая длительность: | Общая длительность:                                                     | 76:08        |

## Тишина и звуковые клипы
Тишина
После окончания «Dopethrone» в 10:26 (на обоих изданиях) следует тишина: на переиздании до конца трека и до 19:52 в оригинальном издании.
В конце оригинального звучит 55 секундный звуковой клип из шоу 20/20, в котором двое взрослых обсуждают: должен ли родитель принять меры, если его ребёнок находится под негативным воздействием тяжёлой музыки, становится депрессивным и присоединяется к сатанинским культам. Переиздание отрицает звуковые клипы из «Dopethrone» и после 30 секунд тишины заканчивается скрытым треком. Теперь группа решила переместить клип в конец бонусного трека «Mind Transferal», который заканчивается в 9:36; после тишины, в 14:00, начинается звуковой клип, который длится до конца альбома. На виниле Dopethrone звуковой клип начинается сразу после «Mind Transferral».
Звуковые клипы
- «Vinum Sabbathi», «Mind Transferral», и «Dopethrone» содержат звуковые клипы из майского эпизода 20/20 1985 года, где обсуждается сатанизм.
- «Barbarian» содержит звуковой клип из сцены фильма Конан-варвар.
- «I, The Witchfinder» и «Dopethrone» содержат звуковые клипы из фильма Печать дьявола.
- «We Hate You» содержит звуковой клип из фильма Ужас в Данвиче.

## Над альбомом работали
- Джас Оборн (Jus Oborn) — гитара, вокал, эффекты, тексты, оформление
- Тим Багшоу (Tim Bagshaw) — бас, эффекты, оформление
- Марк Гринин (Mark Greening) — ударные
- Рольф Стартин (Rolf Startin) — продюсер и звукоинженер
- Хью Гилмор (Hugh Gilmour) — оформление